# Pipistrellus
Pipistrellus é um gênero de morcegos da família Vespertilionidae.

## Espécies
- Pipistrellus abramus (Temminck, 1840)
- Pipistrellus adamsi (Caputi, Jones e Kitchener, 1986)
- Pipistrellus aero Heller, 1912
- Pipistrellus angulatus (Peters, 1880)
- Pipistrellus ceylonicus (Kelaart, 1852)
- Pipistrellus collinus Thomas, 1920
- Pipistrellus coromandra (Gray, 1838)
- Pipistrellus deserti Thomas, 1902
- Pipistrellus endoi Imaizumi, 1959
- Pipistrellus hanaki Hulva e Benda, 2004
- Pipistrellus hesperidus (Temminck, 1840)
- Pipistrellus inexspectatus Aellen, 1959
- Pipistrellus javanicus (Gray, 1838)
- Pipistrellus kuhlii (Kuhl, 1817)
- Pipistrellus maderensis (Dobson, 1878)
- Pipistrellus minahassae (A. Meyer, 1899)
- Pipistrellus nanulus Thomas, 1904
- Pipistrellus nathusii (Keyserling e Blasius, 1839)
- Pipistrellus papuanus (Doria e Peters, 1881)
- Pipistrellus paterculus Thomas, 1915
- Pipistrellus permixtus Aellen, 1957
- Pipistrellus pipistrellus (Schreber, 1774)
- Pipistrellus pygmaeus (Leach, 1825)
- Pipistrellus raceyi Bates et al., 2006
- Pipistrellus rueppellii (Fischer, 1829)
- Pipistrellus rusticus (Tomes, 1861)
- Pipistrellus stenopterus (Dobson, 1875)
- †Pipistrellus sturdeei Thomas, 1915
- Pipistrellus tenuis (Temminck, 1840)
- Pipistrellus wattsi Caputi, Jones e Kitchener, 1986
- Pipistrellus westralis Koopman, 1984

Agora em gêneros próprios:
- Pipistrellus hesperus (H. Allen, 1864)
- Pipistrellus subflavus (F. Cuvier, 1832)